# موريكون
موريكون هي كومونا (بلدية) في مدينة روما الكبرى في منطقة لاتيوم الإيطالية، وتقع على بعد نحو 35 كيلومترا (22 ميلا) شمال شرق روما.
تجاور موريكون البلديات التالية: مونتيفلافيو، مونتيليبرتي، مونتريو رومانو، بالومبارا سابينا. والمريكون معروف بانتاجه الطازج وزيت الزيتون.